# キューバ関係記事の一覧
キューバ関係記事の一覧（キューバかんけいきじのいちらん）は、Wikipediaに収録のキューバ関係記事の一覧である。
- キューバ出身の人物についてはキューバ人の一覧を参照

## 記号・英数字
記号
- .cu

数字
- 2004年アテネオリンピック

A-Z
- ISO 4217

## あ行
- アメリカ合衆国 - キューバはかつてこの国家の保護国であった
- アメリカ州
- イスパニョーラ島
- 苺とチョコレート
- インディオ - アメリカ州における先住民族集団のひとつ。同国地域では絶滅している
- ウィンドワード海峡
- ウェストファリア条約

## か行
- 夏季オリンピック - 同国の選手はこの大会で輝かしい成績を収めてきている
- カリブ海
- カリブ・スペイン語
- キューバ (軽巡洋艦)
- キューバ革命
- キューバ危機
- キューバ共産党
- キューバ時間
- キューバソレノドン - 同国に生息する固有種の生物
- キューバの映画
- キューバの行政区画
- キューバの軍事
- キューバの国立公園
- キューバのスポーツ
- キューバの都市の一覧
- キューバの雪解け
- キューバ文学
- キューバ・ペソ - 同国の通貨
- キューバ料理
- ケイマン諸島
- グアンタナモ - 同国の都市
- グァンタナモ米軍基地
- グァンタナモ湾
- クバーナ航空455便爆破事件
- グランマ - キューバ共産党の機関紙
- クリストファー・コロンブス
- グレナダ侵攻
- ゲバラ日記
- ゲリラ戦争 - チェ・ゲバラによる著作のひとつ。ゲリラ戦の戦略と戦術についての記述がメインとなっている
- コーヒー - 同国の生産物のひとつ

## さ行
- サトウキビ - 同国における生産物のひとつ
- サンティアーゴ・デ・クーバ - 同国の都市
- 社会主義
- ジャマイカ - 近隣国のひとつ
- スペイン - かつての宗主国のひとつ
- スペイン語 - 同国の公用語として用いられている
- スペインによるアメリカ大陸の植民地化
- スンスネオ
- 青年の島
- ソビエト連邦

## た行
- タークス・カイコス諸島
- 大アンティル諸島
- タイノ族
- 兌換ペソ - かつて流通していた同国の通貨で、外貨兌換券のひとつでもある
- チャチャチャ
- テロ支援国家
- トゥルキーノ山
- ドミニカ共和国 - 近隣国のひとつ

## な行
- 西インド諸島

## は行
- ハイチ - 近隣国のひとつ
- ハバナ - 首都
- ハバネラ
- フロリダ海峡

## ま行
- マエストラ山脈 - シエラ・マエストラ山脈とも呼ばれる
- マンボ
- 南アメリカ
- メキシコ - 近隣国のひとつ
- モーターサイクル・ダイアリーズ - アメリカ合衆国製作の映画。同国やチェ・ゲバラの南米旅行記を題材にしていることで知られている
- モンカダ兵営

## や行
- ユカタン海峡
- ユカタン半島

## ら行
- ラテンアメリカ
- ラテンアメリカ文学
- ラテン音楽
- ロス・バン・バン